# Ciambellino
Il ciambellino è un tipico dolce povero toscano, un anello di pasta friabile a base di uovo e farina, con diametro di circa 20 centimetri.
Tale dolce è presente in varie parti della Toscana con numerose versioni per quanto riguarda sia gli ingredienti sia la preparazione. 
In Val di Chiana questo dolce rappresenta la Pasqua nell'immaginario di tutti gli abitanti della Val di Chiana aretina, oltre a rappresentare l'inizio della bella stagione. Viene preparato nei primi giorni della Settimana Santa, per essere consumato prima nella colazione della mattina di Pasqua (assieme a capocollo, salame nostrale, finocchiona, uovo sodo benedetto e, recentemente, insieme a pezzi dell'uovo di Pasqua di cioccolato), e poi come dessert o piacevole stuzzichino nei giorni successivi, solitamente assaporandolo insieme al Vin Santo.

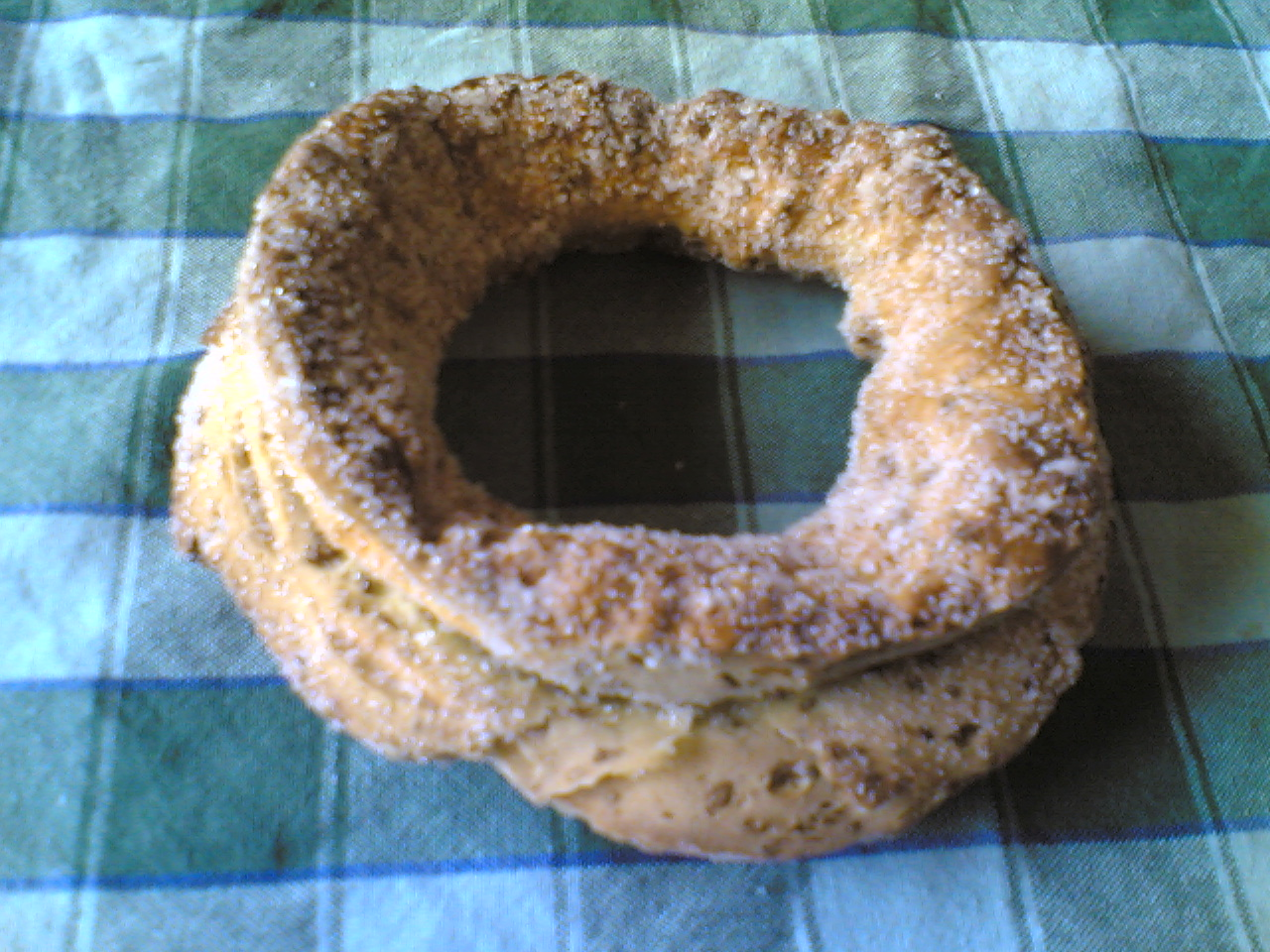
Il Ciambellino bollito di Sinalunga alta.

Il "ciambellino bollito" è la variante tipica di Sinalunga e di Scrofiano e si differenzia dal ciambellino classico sia per la radicalmente diversa procedura di cottura, sia per la sua consistenza e l'abbondante presenza di zucchero in cristalli ed anice.
A Siena, invece, per ciambellino si intende un anello di pasta fritta ricoperta da zucchero. Viene preparato quasi esclusivamente nel periodo di Carnevale assieme all'altro dolce tipico del periodo, ovvero i cenci.
Dal 1968 a Rigomagno si festeggia la sagra del ciambellino.